# Sam Vance-Law
Sam Vance-Law, bürgerlich Samuel Vance-Law (* 1987 in Edmonton), ist ein kanadischer Musiker und Sänger mit Wohnsitz in Deutschland.

## Leben
Sam Vance-Law wurde in Edmonton in Kanada als Sohn einer Akademikerin und eines Journalisten geboren. Im Alter von fünf Jahren zog die Familie nach Oxford in England. Dort begann er Violine zu lernen und sang im New College Choir. Als Vance-Law 16 Jahre alt war, kehrte die Familie nach Kanada zurück. Er begann ein Studium der Englischen Literatur. Zudem lernte er Musiker wie Mac DeMarco und Sean Nicholas Savage kennen. Mit 23 Jahren zog Vance-Law wieder nach Europa, zunächst nach Paris und schließlich nach Berlin, wo er noch heute lebt.
Im März 2018 erschien sein Debüt-Album Homotopia beim zur Universal Music Group gehörenden Label Caroline International. Als Album-Cover wurde das Bild Musa Tropicana des Berliner Künstlers Norbert Bisky gewählt. In den zehn Songs des Albums behandelt der offen schwule Sam Vance-Law unterschiedliche Facetten des homosexuellen Lebens. Produziert wurde das Album unter anderem von Konstantin Gropper. Im Musikvideo zur Single Prettyboy ist der Musiker Drangsal zu sehen, mit dem Vance-Law befreundet ist. Für das Album Homotopia wurde Sam Vance-Law mit dem Preis für Popkultur 2018 in der Kategorie Hoffnungsvollster Newcomer ausgezeichnet.
Im März 2021 veröffentlichte Sam Vance-Law die EP NDW, auf der sich Coverversionen von Hits der Neuen Deutschen Welle wie Major Tom von Peter Schilling finden. Im Song Ich will nicht älter werden, im Original von Bärchen und die Milchbubis, singt er im Duett mit Drangsal. 2021 war Sam Vance-Law abermals für den Preis für Popkultur nominiert, diesmal in der Kategorie Lieblings-Solokünstler.
Sam Vance-Laws zweites Studio-Album Goodbye erschien im Mai 2022.

## Musikstil
Sam Vance-Laws Musik wird aufgrund der klassischen Einflüsse häufig als Kammerpop bezeichnet. In vielen Liedern ist eine Violine zu hören. Es finden sich aber auch Einflüsse der Rockmusik wieder, wie beispielsweise im Song Faggot.

## Auszeichnungen
- 2018: Preis für Popkultur in der Kategorie Hoffnungsvollster Newcomer für Homotopia[9]

## Diskografie

### Alben
- 2018: Homotopia (Caroline International)
- 2021: NDW (EP, Caroline International)
- 2022: Goodbye (Virgin Music)

### Singles
- 2017: Prettyboy (Caroline International)
- 2017: I Think We Should Take It Fast (Caroline International)
- 2018: Gayby (Caroline International)
- 2021: Eisbär (Coverversion, Originalinterpret Grauzone, Caroline International)
- 2022: Get Out / Been Drinking (Virgin Music)
- 2022: Icarus (Virgin Music)

### Features
- 2018: Get Well Soon - Nightmare No. 2 (Dinner At Carinhall) (Virgin Music UK)
- 2019: Tristan Brusch - Weihnachtszeit Traurigkeit (Radicalis Music)